# Calumma linotum
Calumma linotum är en ödleart som beskrevs av  Müller 1924. Calumma linotum ingår i släktet Calumma och familjen kameleonter. Inga underarter finns listade.
Denna kameleont har två från varandra skilda populationer i norra Madagaskar. Den lever i kulliga regioner och bergstrakter mellan 650 och 1700 meter över havet. Individerna vistas i ursprungliga regnskogar. En population hittas i Montagne d'Ambre nationalpark. Honor lägger ägg.
Vistelsen i nationalparken ger tillräckligt skydd. Förhållanden för den andra populationen är föga kända. IUCN listar arten som livskraftig (LC).